# Broadway
Pour les articles homonymes, voir Broadway (homonymie).
 (janvier 2025).
Si vous disposez d'ouvrages ou d'articles de référence ou si vous connaissez des sites web de qualité traitant du thème abordé ici, merci de compléter l'article en donnant les références utiles à sa vérifiabilité et en les liant à la section « Notes et références ».

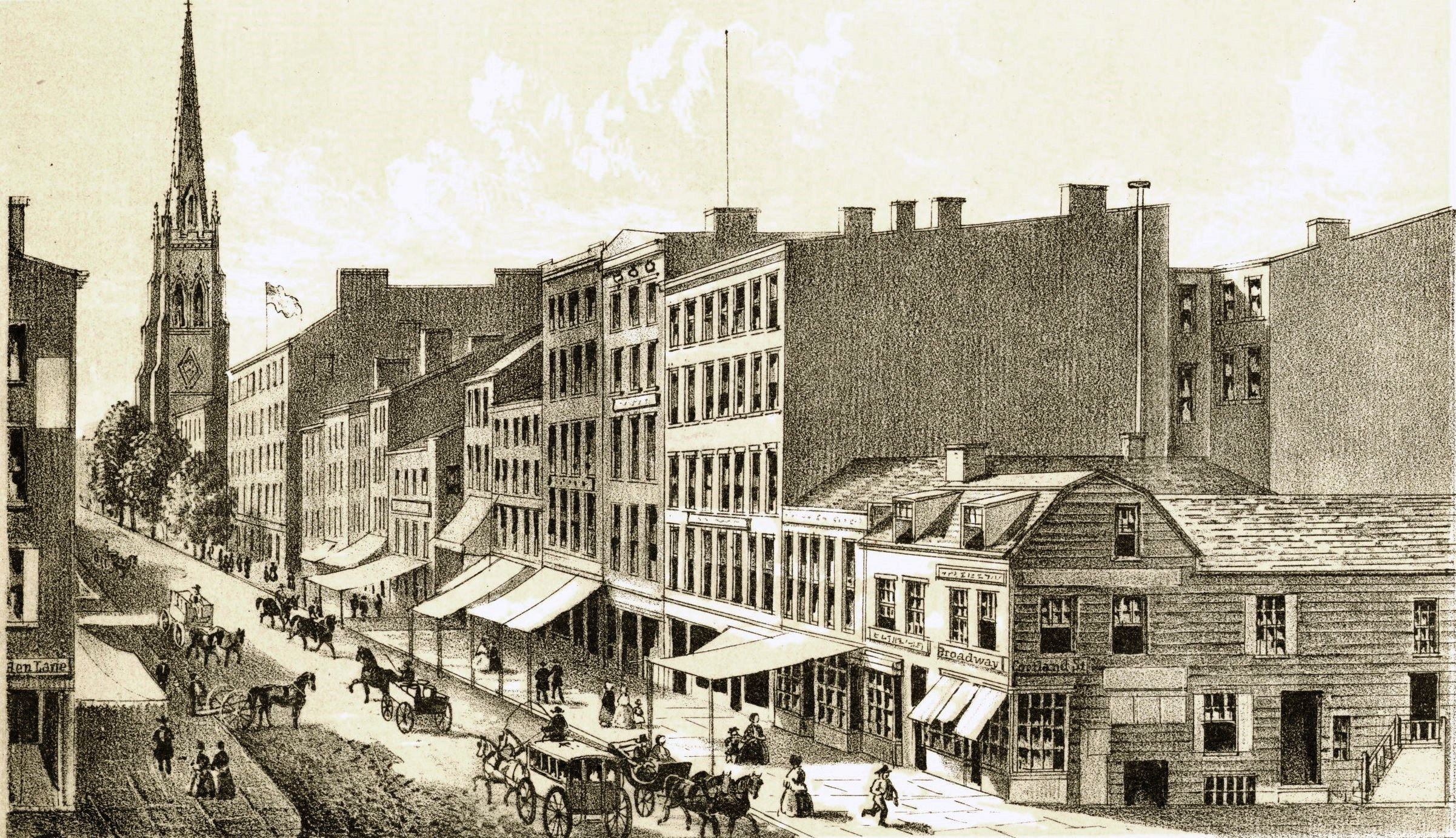
Broadway, 1834.

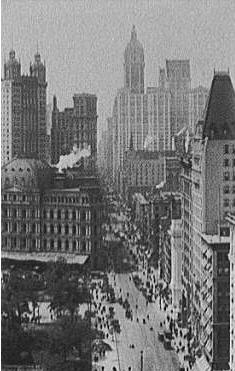
Broadway, 1909.

Broadway est un des principaux — et le plus connu — des axes nord-sud de l'arrondissement de Manhattan, le quartier central de la ville de New York. 

## Situation et accès
La longueur de Broadway est de 21 km (13 miles) dans Manhattan, et se prolonge de 3,2 km (2 miles) au nord dans l’arrondissement du Bronx. Au-delà de la ville de New York, Broadway traverse les localités de Yonkers, Hastings-on-Hudson, Dobbs Ferry, Irvington, Tarrytown et se termine au nord de Sleepy Hollow dans le comté de Westchester.
C'est le seul axe qui s'étend du sud (Bowling Green) au nord de l'île et l'une des seules voies de Manhattan, traversant l'île en diagonale, qui ne respecte pas le plan de quadrillage établi en 1811. De ce fait, elle a conduit à la construction de curiosités architecturales comme le Flatiron Building (« le fer à repasser »).

## Origine du nom
Lorsque les colons néerlandais s'installèrent, ils empruntèrent cette voie, qui était tracé naturel, pour relier leurs établissements. Ils le nommèrent Brede Weg, qui signifie large chemin en néerlandais, puis ce nom fut ensuite anglicisé en « Broadway », qui signifie voie large.

## Historique
Broadway est la plus vieille avenue nord sud de la ville de New York (arrondissement de Manhattan) puisqu'il s'agit d'une ancienne piste que les Indiens Lenapes empruntaient à l'époque pré-colombienne et qu'ils nommèrent Wickquasgeck. Elle fut empruntée par les colons néerlandais afin de gagner les hauteurs de l'île (Manhattan viendrait du terme indien Manna-hata qui signifiait probablement « île aux nombreuses collines »). Ceux-ci la rebaptisèrent Brede Weg, qui signifie « avenue large », nom par la suite traduit en anglais sous sa forme actuelle.

## Les parades
De son extrémité sud jusqu'au City Hall Park, Broadway est le lieu historique où se déroulent les grands défilés populaires pour fêter les victoires et les exploits. On y lance de multiples confettis et serpentins en papier (d'où leur nom anglais, « Ticker-tape parades » car ils étaient faits à partir de bandes de téléscripteur découpées). La première de ces parades a eu lieu en 1886 pour l'inauguration de la statue de la Liberté. Beaucoup de célébrités ont eu droit à leur « ticker-tape parade », dont Charles Lindbergh, Charles de Gaulle, les astronautes Neil Armstrong, Edwin Aldrin et Michael Collins, ainsi que de nombreux chefs d'État ou équipes sportives.

## Les théâtres

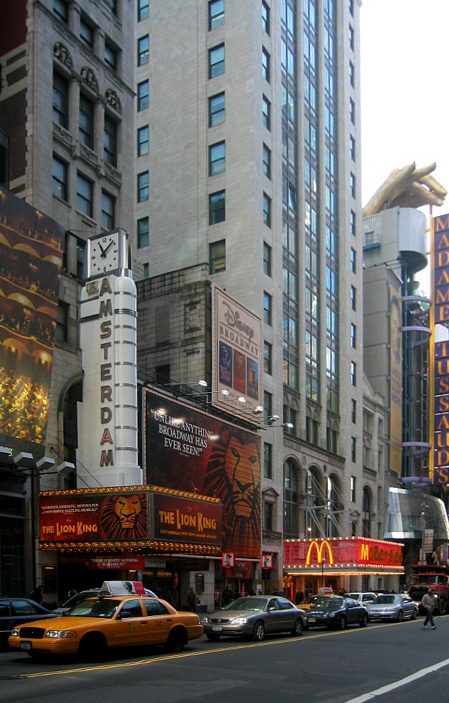
Le Roi lion au New Amsterdam Theatre en 2003.

Le terme « Broadway » (en anglais : Broadway theatre) désigne notamment les productions de Broadway, généralement des pièces de théâtre ou des comédies musicales, jouées dans chacun des 40 grands théâtres professionnels, de 500 places et plus, le plus souvent situés dans le quartier des théâtres (Theater District) de Manhattan, et qui s'alimentaient dans le Tin Pan Alley, le quartier des éditeurs de musique, situé à côté. Le succès des productions de Broadway leur a permis une situation prospère et la déclinaison de nouveaux mouvements d'avant-garde, les Off Broadway et Off-Off-Broadway.
La section de la rue Broadway située au niveau de Times Square (la section qui borde le quartier des théâtres) est appelée Great White Way. Elle attire chaque année des millions de touristes du monde entier.

## Parties nord et sud
Dans sa partie nord, la rue passe près du campus de l'université Columbia. Au sud, elle longe la NYU au niveau de Washington Square[réf. souhaitée].

## Zone piétonne
En 2008, la municipalité a décidé de transformer certaines sections de l'avenue, à proximité de Times Square, en zones piétonnes. Un tronçon de l'avenue est donc  piétonnier et un îlot séparant Broadway d'autres voies de circulation a été aménagé avec des tables et des chaises. Cette transformation a changé l'ambiance du quartier qui est un des plus chargés de Manhattan en termes de circulation automobile, du fait du croisement avec plusieurs avenues et rues d'importance.